# Myodes rufocanus
Espèce
Synonymes
- Clethrionomys rufocanus (Sundevall, 1846) (préféré par BioLib)[1]
- Clethrionomys sikotanensis (Tokuda, 1935)[1]
- Myodes akkeshii (Imaizumi, 1949)[2]
- Myodes arsenjevi (Dukelsky, 1928)[2]
- Myodes bargusinensis (Turov, 1924)[2]
- Myodes bedfordiae (Thomas, 1905)[2]
- Myodes bromleyi Kostenko, (date unknown)[2]
- Myodes changbaishanensis (Jang, Ma, & Luo, 1993)[2]
- Myodes irkutensis (Ognev, 1924)[2]
- Myodes kamtnschaticus (Poliakov, 1881)[2]
- Myodes kolymensis (Ognev, 1922)[2]
- Myodes kurilensis (Tokuda, 1932)[2]
- Myodes latastei (J. A. Allen, 1903)[2]
- Myodes microtinus (Kuzyakin, 1963)[2]
- Myodes siberica (Poliakov, 1881)[2]
- Myodes sikotanensis (Tokuda, 1935)[2]
- Myodes wosnessenskii (Poliakov, 1881)[2]
- Myodes yesomontanus (Kishida, 1931)[2]

Statut de conservation UICN

 LC  : Préoccupation mineure
Myodes rufocanus, communément appelé Campagnol de Sundevall, est une espèce de rongeurs de la famille des Cricetidae. Cette espèce est présente dans tout le nord de l'Eurasie.

## Répartition et habitat
Myodes rufocanus se rencontre en Norvège, en Suède, en Finlande, en Russie, en Mongolie, en Chine et au Japon. On le trouve dans les forêts de conifères, les forêts de bouleaux, souvent près des rivières, dans des endroits rocailleux.

## Liste des sous-espèces
Selon NCBI (20 mars 2019) :
- sous-espèce Myodes rufocanus bedfordiae